# Lydia Lassila
Lydia Lassila, född 17 januari 1982 i Melbourne, Australien, är en australisk freestyleskidåkare. Hennes främsta merit är en guldmedalj i hopp vid OS i Vancouver 2010.
Lydia Lassila har hållit på med freestyle i ett antal år. Hon har plågats av skador, bland annat svåra knäskador, men kommit tillbaka varje gång. 
Hennes föräldrar är från Italien och Grekland. Hon hade efternamnet Ierodiaconou innan hon 1999 gifte sig med Lauri Lassila, från Finland, en tidigare freestyleåkare.